# Où est passée mon idole ?
Pour plus de détails, voir Fiche technique et Distribution.
Où est passée mon idole ? (My Favorite Year) est un film américain réalisé par Richard Benjamin, sorti en 1982.

## Synopsis
Alan Swann, un grand acteur des années 1930-1940 qui est devenu alcoolique, est invité à la télévision en 1954. Malheureusement il est encore ivre, une bagarre éclate et le dégrise. Il sera bon à l'émission.

## Fiche technique
- Titre : Où est passée mon idole ?
- Titre original : My Favorite Year
- Réalisation : Richard Benjamin
- Scénario : Dennis Palumbo et Norman Steinberg (en)
- Production : Joel Chernoff, Michael Gruskoff et Mel Brooks
- Musique : Ralph Burns
- Photographie : Gerald Hirschfeld
- Montage : Richard Chew
- Pays d'origine :  États-Unis
- Format : Couleurs - 1,85:1 - Mono
- Genre : Comédie
- Durée : 92 minutes
- Date de sortie : 1982
- Affiche : Bill Gold (États-Unis)

## Distribution
- Peter O'Toole (VF : Bernard Tiphaine) : Alan Swann
- Mark Linn-Baker (VF : Hervé Bellon) : Benjy Stone
- Jessica Harper (VF : Sylvie Feit) : K. C. (Kathy en VF) Downing
- Joseph Bologna (VF : Claude Rollet) : King Kaiser
- Bill Macy (VF : Georges Aubert) : Sy Benson
- Lainie Kazan (VF : Jacqueline Porel) : Belle Carroca
- Anne De Salvo (en) (VF : Tamila Mesbah) : Alice Miller
- Basil Hoffman : Herb Lee
- Lou Jacobi (VF : Roger Lumont) : Uncle Morty
- Adolph Green (VF : Edmond Bernard) : Leo Silver
- George Wyner (VF : René Renot) : Myron Fein
- Cameron Mitchell (VF : Henry Djanik) : Karl Rojeck
- Philip Bruns : Extra
- Archie Hahn : Garçon livreur
- Richard Warwick : Directeur technique
- Selma Diamond (VF : Paula Dehelly) : Lilly
- Bob Windsor (VF : Jean Mercure) : Alvin Van Horn
- Gloria Stuart : Mrs. Horn
- Tony Di Benedetto (VF : Yves Barsacq) : Alfie Bumbacelli

## Autour du film
Il s'agit là d'un portrait d'Errol Flynn.